# Gniła Lipa
Gniła Lipa (ukr. Гнила Липа Hnyła Łypa) – rzeka na Ukrainie, dopływ Dniestru.
Wypływa z pasma Gołogór, z rejonu Wysokiej Góry w rejonie wsi Lipowce. Długość rzeki – 87 km, powierzchnia zlewni – 1320 km². Przepływa przez Wyżynę Podolską. Nad Gniłą Lipą leżą Przemyślany, Rohatyn i Bursztyn. Do dopływów należą Narajówka i Młynówka.